# Silvio Pedroni
Silvio Pedroni, detto Pelu (Tredossi, 23 gennaio 1918 – Cremona, 13 giugno 2003), è stato un ciclista su strada italiano.
Fu medaglia d'argento ai mondiali del 1947 nella categoria dilettanti, e poi professionista e indipendente dall'ottobre 1948 al 1956.

## Carriera

### Le origini, gli esordi e i successi da dilettante
La nascita di Silvio Pedroni, che avvenne in una cascina sita nel comune di Tredossi (nell'attuale territorio di Castelverde), è datata secondo l'anagrafe 24 gennaio 1918, nonostante lui stesso affermasse, in accordo con i famigliari, di essere nato il giorno precedente e che la data riportata sui documenti fosse frutto di un errore di trascrizione. Iniziò a correre da adolescente, nelle file del Gruppo rionale Fantarelli, società che durante il fascismo prese il posto del Club Ciclistico Cremonese 1891, vincendo per ben quattro volte, assieme ad altri ciclisti cremonesi, la Coppa Italia a cronometro a squadre negli anni 1938, 1939, 1940 e 1942. Nel 1939 fu anche quarto al Giro dell'Emilia.
Dopo una pausa di alcuni anni dovuta alla guerra, che gli pregiudicò in parte la carriera, nel 1947 vinse, con la maglia della Nazionale, la medaglia d'argento nella prova dilettanti ai Campionati del mondo a Reims, vinta dal compagno di squadra Alfo Ferrari, anch'egli cremonese. Durante questa gara, Pedroni si trovò in testa, ma pochi chilometri prima del traguardo decise di attendere il suo capitano e concedergli la vittoria, pare a causa di un debito di gratitudine tra i due atleti cremonesi. Nello stesso anno vinse il Grand Prix de Genève e la Milano-Tortona. Nel 1948 partecipò alla prova su strada nel contesto dei Giochi olimpici a Londra, concludendo la gara al decimo posto.

### 1949-1956: il professionismo
Nell'ottobre 1948 passò professionista nella Frejus, squadra diretta da Ferdi Kübler, e nel 1949 venne nuovamente convocato in Nazionale dal commissario tecnico Alfredo Binda per partecipare al Tour de France; Pedroni corse quella Grande Boucle per la Nazionale Cadetti (o Nazionale "B"), ritirandosi in seguito a una caduta nella tappa di Briançon.
Nel 1950 partecipò al Giro d'Italia classificandosi settimo in classifica generale a 13'07" dal vincitore, Hugo Koblet. Dalla seconda tappa, Pedroni vestì la maglia bianca in qualità di miglior atleta indipendente, conservandola sino a Roma, sede d'arrivo dell'ultima tappa. Dopo aver fatto benedire la maglia al papa Pio XII, al ritorno a casa Pedroni decise di donarla, assieme a una bicicletta Frejus di gran valore, al parroco di Castelverde, don Felice Soregaroli. Nello stesso anno partecipò di nuovo al Tour, ma stavolta nella Nazionale principale. Si ritirò nel corso della dodicesima tappa, assieme a tutti gli altri compagni di squadra, a seguito delle aggressioni da parte del pubblico francese nei confronti di Fiorenzo Magni, che vestiva la maglia gialla.
L'anno successivo, sempre al Tour de France, sfiorò la vittoria di tappa terminando quarto in volata nella prima frazione, da Metz a Reims, arrivando quindi a un passo dall'indossare la maglia gialla. Non riuscì a terminare neanche quell'anno in Tour: si ritirò infatti nel corso della tappa con arrivo ad Agen, a causa di problemi intestinali. Nelle ultime stagioni di attività da professionista fu compagno di squadra di Fiorenzo Magni, prima nella Ganna (1953), poi nella Nivea (1954-1956).
Nel 1955 sposò Angiola Galli, insegnante nata e cresciuta a Castelverde, dalla quale ebbe due figli: Valeriano (1956) e Maria Luisa (1957). Dopo la nascita della figlia, all'età di 39 anni Pedroni decise di terminare la carriera di corridore e dedicarsi a quella di direttore sportivo, attività che però interruppe dopo poco tempo.

## Dopo il ritiro
Negli anni successivi al ritiro dalle corse, Pedroni condusse un negozio di elettrodomestici e materiale elettrico a Cremona, restando però legato al mondo del ciclismo, specialmente in ambito amatoriale. Fu membro di diversi club di cicloamatori cremonesi, tra cui il Bigio Spotti, del quale divenne presidente onorario. Morì il 13 giugno 2003.
Alla sua memoria e a quella del compagno di squadra Alfo Ferrari, grazie all'iniziativa dell'Associazione Ciclisti Cremonesi, dal 25 maggio 2008 la pista ciclistica di Cremona porta i loro nomi.

## Palmarès
- 1937 (dilettanti)

Coppa Ardigò - Crema
- 1939 (dilettanti)

Gran Premio Vittorio Bendoni
Brenta-Astico
- 1940 (dilettanti)

Coppa Walter Ferrarini - Parma
Coppa Lombardi - Brescia
- 1941 (dilettanti)

Coppa Lombardi - Brescia
- 1947 (dilettanti)

Grand Prix de Genève
Coppa Bruno Nuvoloni
Milano-Tortona
- 1950 (Fréjus)

Gran Premio Gevifil

### Altri successi
- 1938 (dilettanti)

Coppa Italia (cronosquadre)
- 1939 (dilettanti)

Coppa Italia (cronosquadre)
- 1940 (dilettanti)

Coppa Italia (cronosquadre)
- 1942 (dilettanti)

Coppa Italia (cronosquadre)
- 1950 (Fréjus)

Classifica indipendenti Giro d'Italia

## Piazzamenti

### Grandi Giri
- Giro d'Italia

1949: 10º
1950: 7º
1951: 28º
1953: 21º
1954: 37º
1955: 21º
- Tour de France

1949: ritirato (16ª tappa)
1950: ritirato (12ª tappa)
1951: ritirato (13ª tappa)
- Vuelta a España

1955: 29º

### Classiche monumento
- Milano-Sanremo

1949: 10º
1952: 37º
1953: 94º
1955: 53º
1956: 33º
- Liegi-Bastogne-Liegi

1953: 26º
- Giro di Lombardia

1951: 46º
1952: 14º
1953: 25º
1954: 61º
1955: 81º

### Competizioni mondiali
- Campionati del mondo

Reims 1947 - In linea Dilettanti: 2º
Valkenburg 1948 - In linea Dilettanti: 5º
- Giochi olimpici

Londra 1948 - In linea: 10º
Londra 1948 - A squadre: 4º